# ST合剤
ST合剤（STごうざい）とはサルファ剤であるスルファメトキサゾール(SMX or SMZ)とトリメトプリム(TMP)という抗菌薬を5対1の比率で配合した合剤である。作用機序としては葉酸の合成を阻害することであり、2種類の葉酸合成拮抗薬を用いることで相乗効果を得ている。腸内細菌の葉酸合成も阻害するので副作用に葉酸欠乏がある。

## 相乗効果
スルファメトキサゾールとトリメトプリムの併用療法がST合剤の組み合わせである。スルファメトキサゾール（スルホンアミド系薬物）はジヒドロプテロイン酸シンターゼ阻害薬(葉酸合成阻害)であり、トリメトプリムはジヒドロ葉酸レダクターゼ阻害薬（DHFR阻害薬、葉酸活性化阻害）である。ジヒドロプテロイン酸シンターゼは細菌にはあるがヒトには存在しない。DHFR阻害薬は、葉酸を活性化させたテトラヒドロ葉酸の細胞内供給を決定的に不足させ、結果的にプリンとチミジンの新たな合成停止させることによってDNA合成とRNA合成を阻害する。スルホンアミド系薬物はジヒドロ葉酸の細胞内濃度を減少させることでDHFR阻害薬の効果を増強させる。また併用することで耐性菌の出現を抑えることができる。
- メトトレキサートもジヒドロ葉酸レダクターゼを阻害するため併用に注意が必要。

## 特徴
ニューモシスチス肺炎（旧：カリニ肺炎）の治療薬として有名であるが、ST合剤には様々な特徴がある。
細菌以外の微生物にも効果がある。
真菌の仲間であるニューモシスチス・イロベチイ（旧：カリニ）に効果がある以外にも原虫であるトキソプラズマなどにも効果がある。
多くのグラム陽性菌、グラム陰性菌に効果がある。
緑膿菌や嫌気性菌には効果がないが、肺膿瘍を起こすノカルジアや髄膜炎をおこすリステリア（ただし第一選択はアンピシリン）といった特殊な細菌から肺炎球菌、インフルエンザ桿菌、モラキセラといった肺炎の起因菌にも効果がある。よってニューモシスチス肺炎か診断が十分につかない段階からも積極的に治療を行うことができる（呼吸苦の改善にはステロイドの方が効果的である）。非定型肺炎はカバーできないのでマクロライド、ミノサイクリン、ニューキノロン系を併用することもある。
消化管からの吸収が非常によくバイオアベイラビリティが高い。

あらゆる器官の移行性に優れている。
特に尿路への移行性が高く、尿路感染症では第一選択となる。βラクタム薬が移行しない前立腺にも分布するため前立腺炎の治療にも用いることができる。
以上の特徴から医師の岩田健太郎は
- 尿路感染症（膀胱炎など）

排尿時痛、頻尿あるいは肉眼的血尿のいずれかが認められれば50%の確率で膀胱炎とされている。膀胱炎ではバクタ4錠分2などで3日ほどの投与が目安とされている。セフェム系で治療する場合は約7日の投与が必要である。
- セフェム系耐性の皮膚・軟部組織感染症（蜂窩織炎など。また市中獲得型MRSA (=CA-MRSA) もカバーする。）

バクタ4-8錠分2の投与がされることがある。
MRSA陽性皮膚膿瘍患者に対して米国の5カ所の救急部で実施された研究によると、治療開始から7-14日後の治癒率は、ST合剤で92.9%であったことが報告されている。
- ニューモシスチス肺炎予防

バクタ1錠分1の投与が慣習で行われている。PSL20mg以上を1カ月以上投与している場合、高容量の免疫抑制剤を使用している場合、移植後6-12カ月、免疫不全やHIVでCD4陽性細胞が減少している場合などに予防投与は行われる。
での処方を推奨している。

## 市販製剤
経口薬のバクタ錠・顆粒、バクタミニ錠（塩野義製薬）やバクトラミン錠・顆粒、注射としてはバクトラミン®注（中外製薬）が有名である。トリメトプリムとしてどれくらい必要であるという書き方をされている場合が必要なので処方には注意が必要である。カリニ肺炎の治療では目安として60kgの成人ならばバクトラミンは一回3Aの一日4回投与が必要である。HIV感染者の肺炎ではカリニ肺炎を疑わなければならないが典型的には1週間くらいかけて進行する亜急性の高熱と労作時に増悪する呼吸苦が特徴である。しかし乾性咳嗽を伴う気道感染の頻度としては、非定型肺炎(マイコプラズマやクラミドフィラ)の方が多いので初期治療としてはST合剤とマクロライド併用が多い。
- 処方例:バクタ 4錠 分2 5日分

## 適応菌種
- ニューモシスチス・イロベチー、腸球菌属、インフルエンザ菌、大腸菌、赤痢菌、チフス菌、パラチフス菌、クレブシエラ属、エンテロバクター属

## 適応症
- 肺炎、慢性呼吸器病変の二次感染
- 複雑性膀胱炎、腎盂腎炎
- 感染性腸炎、腸チフス、パラチフス
- ニューモシスチス肺炎の治療及び発症予防

## 副作用
特にニューモシスチス肺炎の治療量では副作用が非常に多い。用量依存的な副作用が非依存的副作用よりもより多く起こりやすいとされている
皮膚症状
発疹、痒み、紅斑（赤い斑点）、水疱、蕁麻疹など、3～4%の割合で発生する。まれにスティーブンス・ジョンソン症候群に至ることもある。
消化器症状、3 - 8%
食欲不振、吐き気・嘔吐、下痢、腹痛など
血小板減少症、無顆粒球症など
高カリウム血症
特に腎不全時は慎重投与が必要である。また高血圧治療薬であるアンジオテンシンI変換酵素阻害薬(ACE-I)やアンジオテンシン受容体阻害薬(ARB)との併用は高カリウム血症のリスクを持つため、避けるべきである。ACE-I／ARBとST合剤併用による突然死リスクの上昇も報告されている。またカリウム保持性利尿薬であるスピロノラクトンも同様の機序から高齢者での高カリウム血症が出現しやすく、注意を要する。ST合剤とスピロノラクトンの併用は突然死とも関連したとの報告もある。
薬物相互作用
抗痙攣薬のフェニトイン（アレビアチン）や糖尿病治療薬のスルフォニルウレア剤の血中濃度を上昇させ、経口避妊薬の血中濃度を低下させる。
クレアチニンの上昇
腎機能に関係なく、クレアチニンの分泌を障害するため腎機能障害が発生したかのように見えることがある。

## ニューモシスチス肺炎の予防
ニューモシスチス肺炎(PCP)の予防投与は連日1錠または1日2錠を週に3回で投与する。発熱や皮疹などST合剤による薬剤アレルギーのため継続困難な場合は、一度中止し、症状軽快後に脱感作療法後に再導入が検討される。脱感作療法を行うことにより70%以上の症例で予防量は再導入可能となる。ST合剤の脱感作スケジュールは以下のようなものが知られている。発熱や発疹が出現した場合はその時点で増量を中止し、同量で維持すると症状が消退する。
| 投与日 | 朝     | 夕    |
| ------ | ------ | ----- |
| 1日目  | 0.005g | 0.01g |
| 2日目  | 0.02g  | 0.04g |
| 3日目  | 0.1g   | 0.2g  |
| 4日目  | 0.4g   | 0.8g  |
| 5日目  | 1.0g   | 1.0g  |

### HIV陽性者
PCPの罹患歴がある、あるいはCD4陽性リンパ球<200/μl、口腔内カンジダ症発症がPCP予防内服の適応となる。

### 造血幹細胞移植
同種造血幹細胞移植の場合には移植後6ヶ月までは予防が行われる。また移植後6ヶ月経過した時点でも免疫抑制薬が投与されている場合は予防は継続する。造血幹細胞の生着を妨げる可能性があるため、通常は生着までは使用されない。造血幹細胞自家移植の場合は造血幹細胞同種移植よりはリスクが低い。しかし免疫不全の程度が強いと判断された場合は予防が行われる。移植後3～6ヶ月予防を継続する。免疫抑制薬投与がされている場合は予防を継続するのは造血幹細胞同種移植と同様である。

### 臓器移植
全ての固形臓器移植患者において、移植後少なくとも6～12ヶ月はPCPの予防が推奨される。

### 癌患者
癌患者では急性リンパ性白血病、アレムツマブ治療、プリンアナログやその他のT細胞破壊性治療、長期の副腎皮質ステロイド（PSLで1日20mgを4週間以上投与）、デモゾロマイドと放射線治療の併用の場合にPCP予防が推奨される。乳癌、肺癌、胃癌、腎細胞癌などでPCP発症の報告があるが発症頻度が低いため予防の適応の有無をきめることは困難である。

### 膠原病
膠原病でのPCPの頻度が1～2%と少なくST合剤の副作用が30%と比較的高いことから膠原病患者全例に一次予防を行うことは推奨されない。PCPリスクが3%を超える場合に投与するべきと考えられている。DemoruelleらはPCPのリスク因子を4つあげ、そのうち2つを認められる場合は予防を勧めるとコメントした。その4つの因子は、PSL換算で20mg/day以上を4週間以上投与する時、生物学的製剤を含めて2種類以上のDMARDsを投与する時、あるいは同時に複数の免疫抑制薬を投与する時、総リンパ球数が350/μl未満、既存の肺病変である。厚生労働省では年齢50歳以上で下記3つのいずれかを認めた場合はPCP一次予防を推奨している。その3つはPSL換算で1.2mg/kg以上の投与、PSL換算で0.8mg/kg以上に加えて免疫抑制薬の併用、免疫抑制薬使用下で総リンパ球数500/μl以下である。
抗リウマチ薬 (DMARDs) によるニューモシスチス肺炎は、抗リウマチ薬開始時にST合剤1錠を5日間投与で予防可能であることが示唆されている。

### 原発性免疫不全疾患
重症混合型免疫不全、特発性低CD4血症、高IgM症候群などでは予防投薬の適応となる。

### ステロイド投与中患者
PSL換算で20mg/day以上を4週間以上投与されておりこれに加えて他の免疫不全（血液疾患、他の免疫抑制薬）がある患者ではPCP予防が必要である。